# Brugheilige

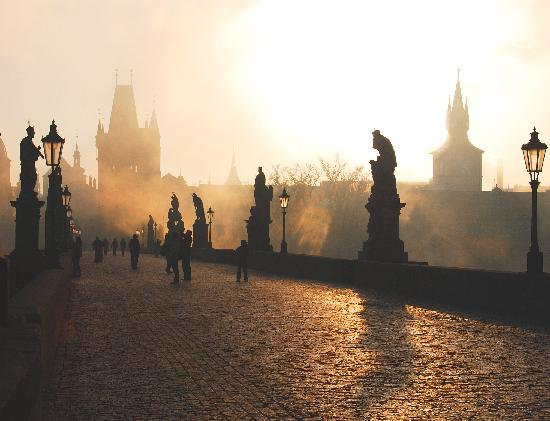
Brugheiligen op de Karelsbrug in Praag

Brugheilige is de verzamelnaam voor de heiligenbeelden die sinds de middeleeuwen op of in de onmiddellijke omgeving van een brug werden geplaatst en in eerste instantie dienden om de brug voor instorten te behoeden.
In sommige gevallen hadden de beelden (en de bijhorende kapelletjes) ook een praktisch doel: de kaarsen die erin werden aangestoken, wezen de schippers bij duisternis waar de vaargeul onder de brug liep.
Aangezien de meeste bruggen toegang verleenden tot een stad of een dorp werd een brugheilige ook opgesteld om eventuele ketters, opstandelingen, ongelovigen of afvalligen angst in te boezemen.
Vaak was er ook een vorm van bijgeloof mee gemoeid. Bruggen waren immers de plaatsen bij uitstek waaronder allerhande heksen en boze geesten zich ophielden en er een heiligenbeeld bij plaatsen, kon nooit kwaad.
Sint-Johannes van Nepomuk (feestdag 16 mei), de 14de-eeuwse Boheemse priester en martelaar, geldt als de brugheilige bij uitstek. Deze figureert dan ook prominent op drie van de beroemdste bruggen met beelden van brugheiligen: de Karelsbrug in Praag en de oude brug van Písek, beide in Tsjechië, en de Alte Mainbrücke in Würzburg (Duitsland).
Andere brugheiligen zijn:
- Sint-Bénézet (14 april)
- Sint-Servaas (13 mei)
- Sint-Petrus (29 juni)
- Sint-Swithan (15 juli)
- Sint-Christoffel (24 juli)
- Sint-Rafaël (29 september)
- Sint-Nicolaas (6 december).

## Galerij

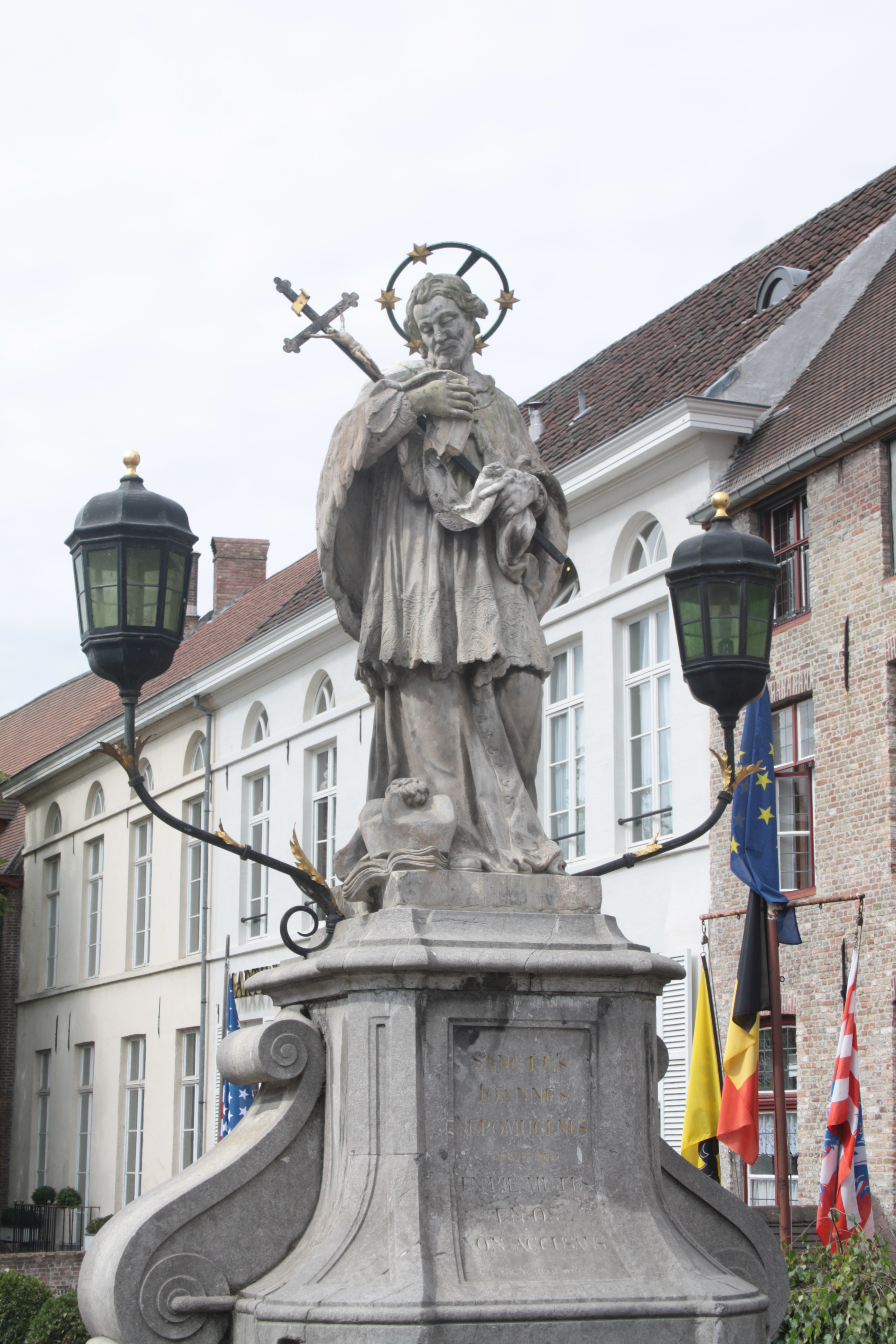
Sint-Johannes van Nepomuk, Brugge
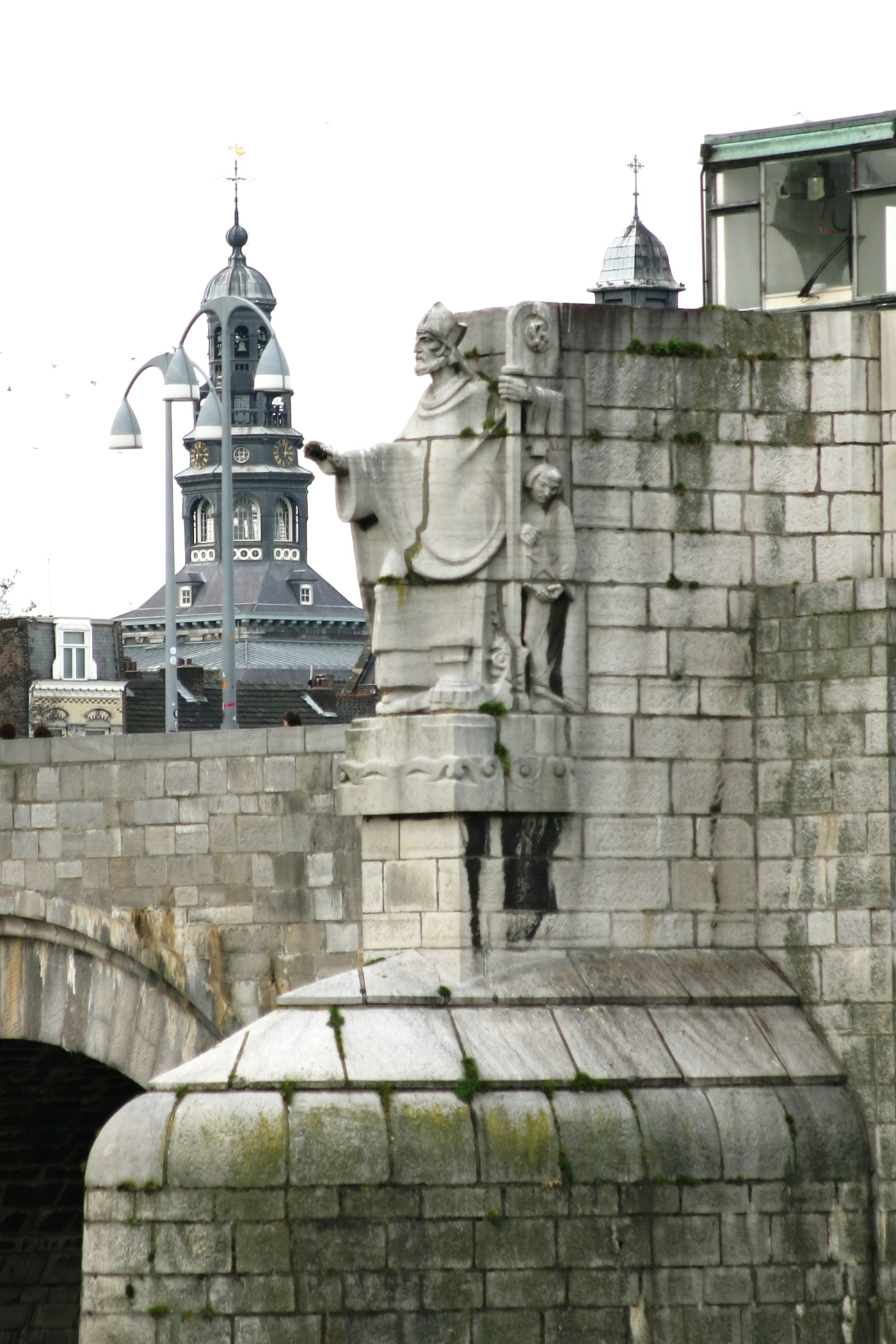
Sint-Servaas, Maastricht
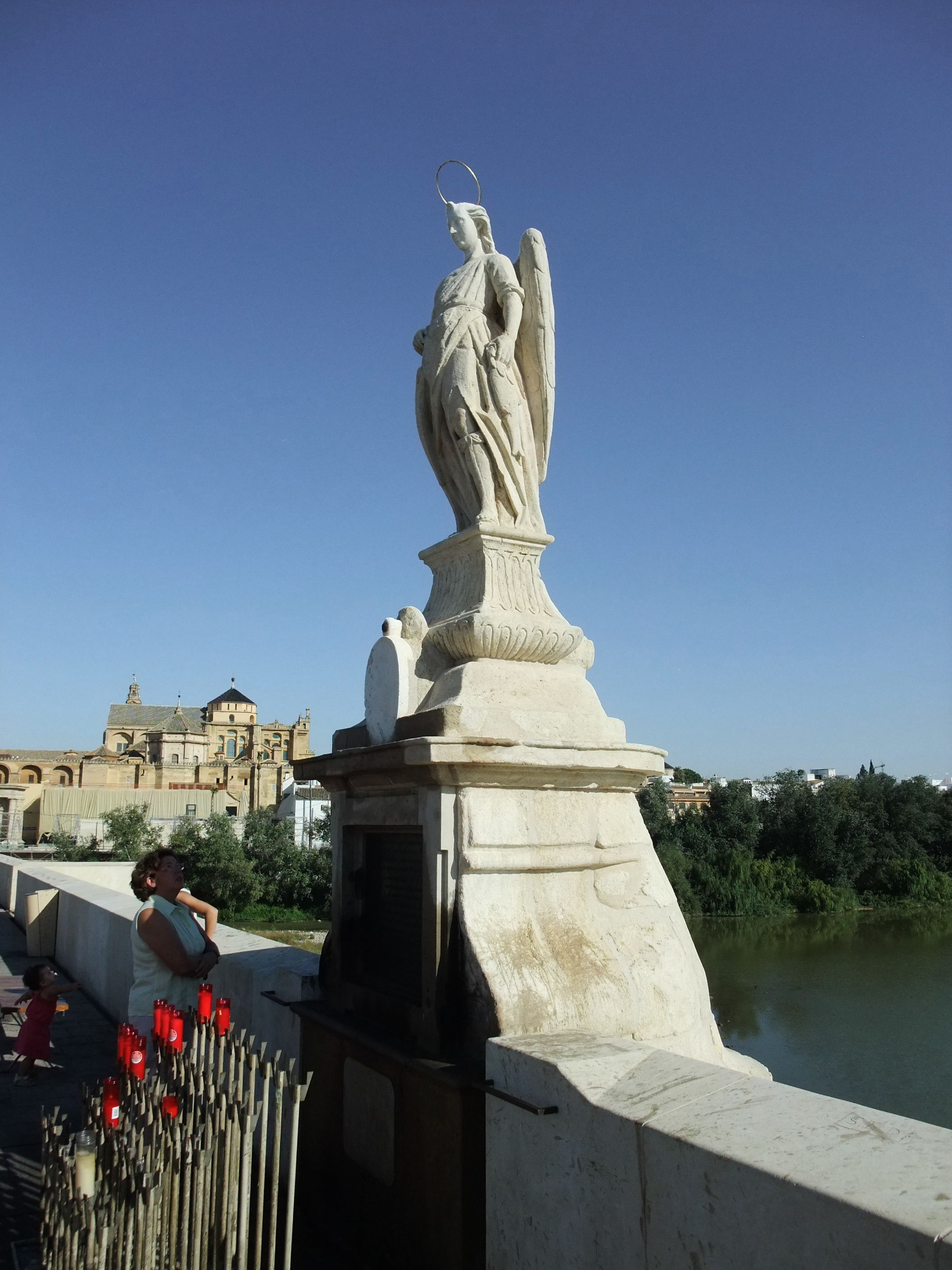
Sint-Rafaël, Córdoba
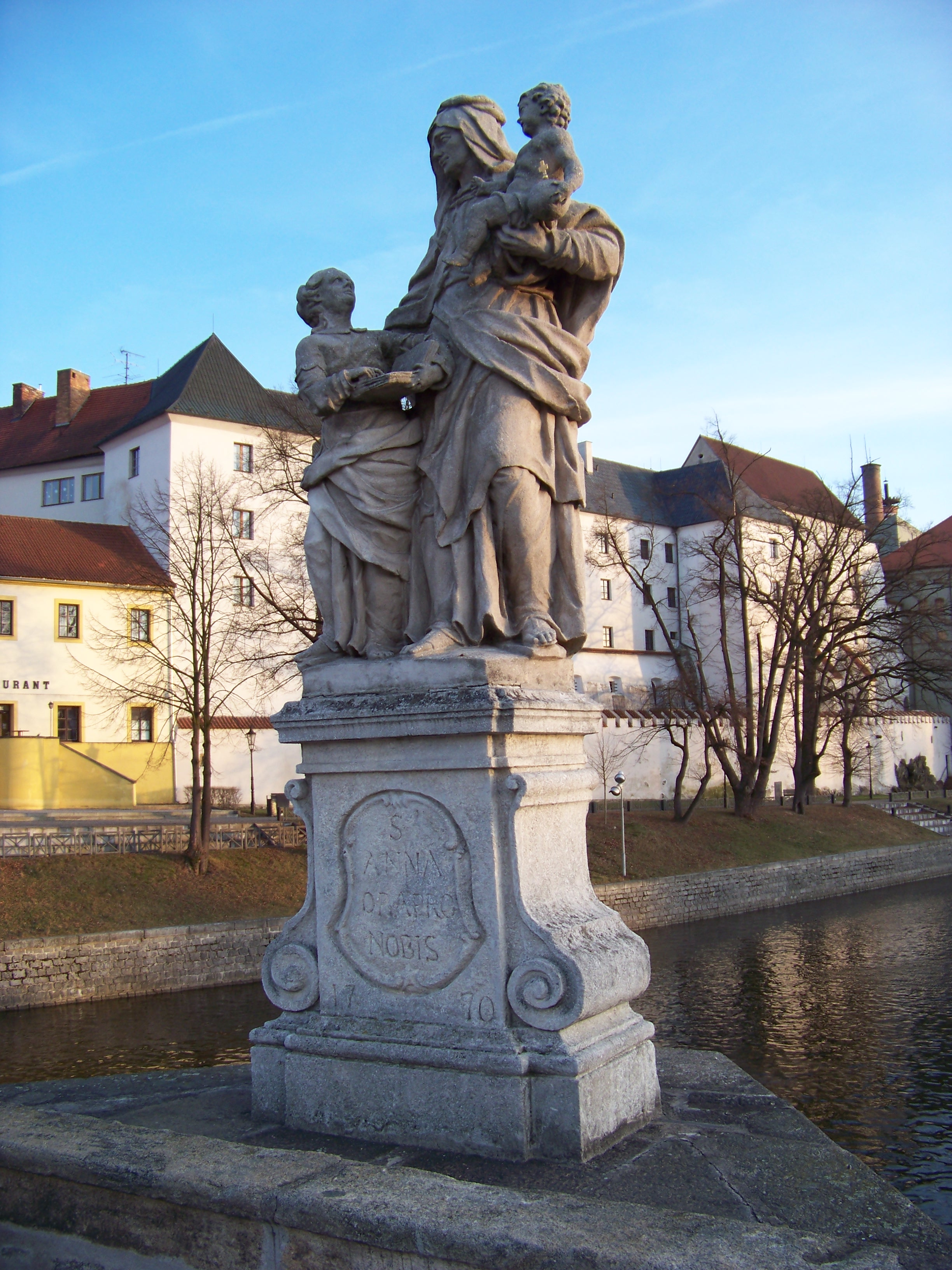
Sint-Anna, Písek
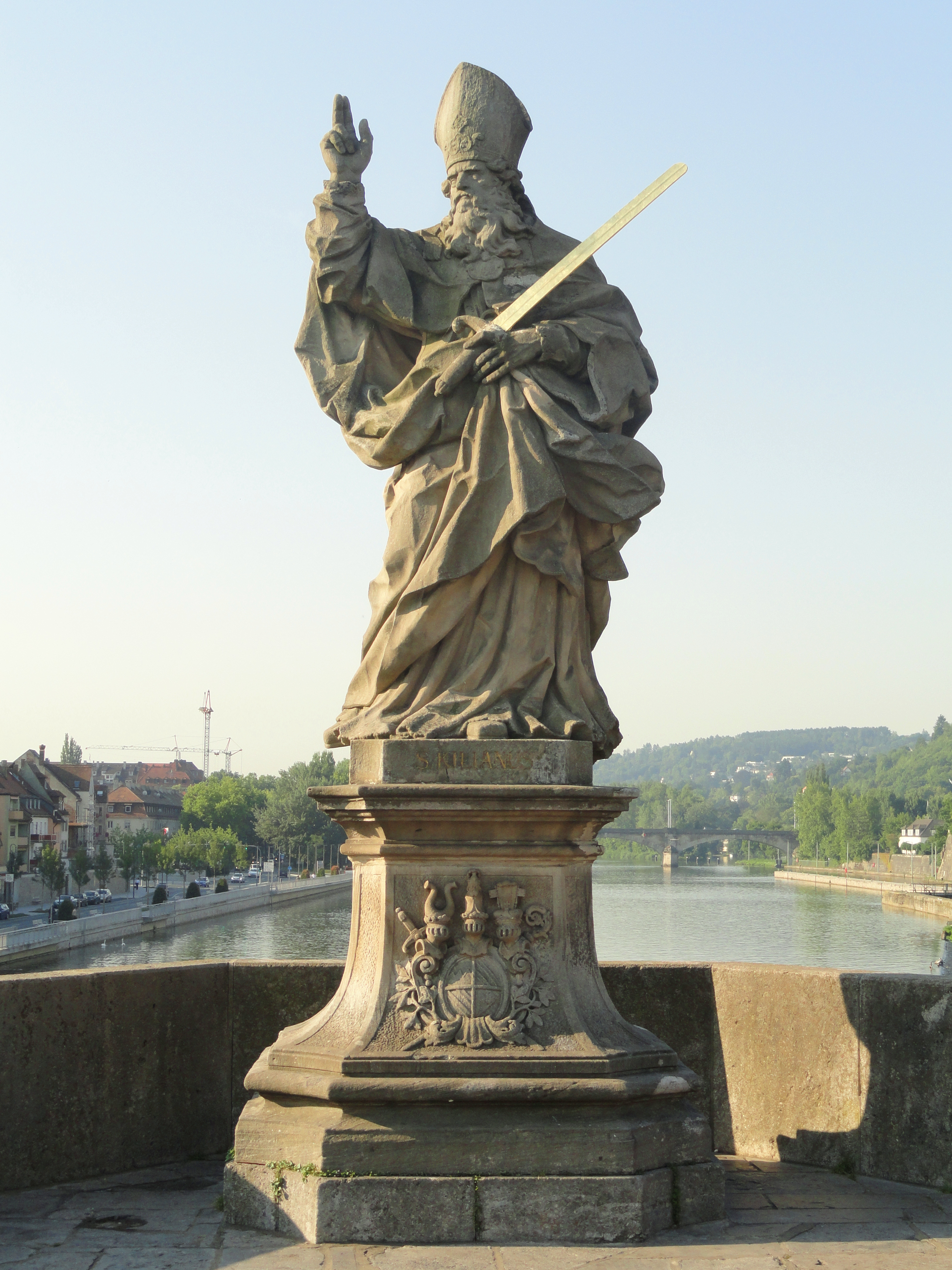
Sint-Kilian, Würzburg